# Tactics Ogre: Let Us Cling Together
Tactics Ogre: Let Us Cling Together (タクティクスオウガ?, Takutikusu Ōga) è un videogioco di ruolo alla giapponese sviluppato da Quest e pubblicato nel 1995 per Super Nintendo Entertainment System. Diretto da Yasumi Matsuno, il videogioco è stato convertito per Sega Saturn e PlayStation, oltre ad essere stato distribuito tramite Virtual Console per Wii e Wii U. Il titolo ha ricevuto un remake realizzato nel 2010 per PlayStation Portable da Square Enix, detentrice dei diritti della serie Ogre Battle, noto in Giappone come Tactics Ogre: The Wheel of Fortune (タクティクスオウガ 運命の輪?, Tactics Ogre: Unmei no Wa). Una versione rimasterizzata del remake intitolata Tactics Ogre: Reborn è stata pubblicata nel 2022 per Nintendo Switch, PlayStation 4, PlayStation 5 e Microsoft Windows.

## Modalità di gioco
Durante il gioco sono presenti numerosi intermezzi dove il giocatore, scegliendo tra varie opzioni di testo, potrà modificare lo svolgersi della trama in base alle proprie decisioni. Ciò non preclude l'esplorazione di tutti gli scenari possibili derivati dalle varie scelte, in quanto potranno essere giocati tramite l'opzione Wheel of Fortune.
La modalità Warren Report è una sorta di enciclopedia che permette di visionare lo schema degli eventi, i profili dei personaggi, le ultime notizie, i titoli ottenuti e i brani della colonna sonora.
Rispetto alla versione originale, nel gioco, durante le battaglie, si controlleranno fino a 12 personaggi. Inoltre, ora si potrà eseguire uno zoom sulle arene oppure visionarle dall'alto per migliorare la pianificazione.
I personaggi principali e i loro comprimari sono personalizzabili in qualsiasi caratteristica.
Rispetto ad altri JRPG dove erano i singoli personaggi a passare di livello, in Tactis Ogre i punti esperienza faranno evolvere tutti i personaggi di una singola classe. Gli stessi punti, al termine delle battaglie, saranno distribuiti automaticamente tra le varie classi di combattimento in maniera equilibrata.
Il gioco dispone di un tutorial completo (rispetto alla versione originale) per istruire i videogiocatori alle prime armi. Inoltre, ora tutte le unità di combattimento sono dotate di tre vite al posto di una.
La modalità Chariot è stata introdotta per migliorare le prestazioni tattiche. Tramite la pressione del tasto L si riporta indietro il tempo di 50 turni. Ciò non permette però di evitare i fattori casuali durante il combattimento.
Meno si utilizza la modalità Chariot, più titoli saranno ottenuti durante lo svolgersi del gioco.

## Sviluppo
La localizzazione in lingua inglese del gioco è stata curata dalla Kajiya Production.

## Accoglienza
Il gioco ha ricevuto una candidatura agli Italian Video Game Awards del 2011.
Sulla rivista PlayStation Magazine il gioco è stato valutato con un 10 pieno.
Play Generation diede alla versione per PlayStation Portable un punteggio di 90/100, apprezzando il fatto che un classico senza tempo fosse finalmente arrivato in Europa lodando lo spessore tattico definito come "mostruoso" e come contro la sua poca immediatezza in alcune meccaniche, la sua grande lentezza e l'interfaccia migliorabile in alcuni dettagli, finendo per trovarlo un classico del genere aggiornato in modo eccellente, anche se non privo di qualche difettuccio di interfaccia e di IA.

### Vendite
Il remake per PSP fu il gioco più venduto per la console portatile nel febbraio 2011, tuttavia non furono mai rivelate le cifre effettive.